# Jessica (rodzaj)
Jessica – rodzaj pająków z rodziny motaczowatych. Obejmuje 12 opisanych gatunków. Zamieszkują Amerykę Południową.

## Morfologia
Pająki osiągające od 4 do 13,4 mm długości ciała.
Karapaks jest prawie prostokątny w zarysie, najszerszy między biodrami drugiej i trzeciej pary, z tyłu ścięty, w profilu wyższy za oczami. Jamka karapaksu jest wąska, podłużna, słabo wgłębiona. Oczy pary przednio-środkowej leżą bardziej z przodu niż pary przednio-bocznej, a tylno-środkowej bardziej z tyłu niż tylno-bocznej. Oczy wszystkich par są podobnych rozmiarów z wyjątkiem nieco mniejszych pary przednio-środkowej. Wysokość nadustka jest o połowę mniejsza niż średnica oka przednio-środkowego. Występuje trójkątne chilum. Szczękoczułki mają od trzech do pięciu zębów na krawędzi przedniej i od pięciu do siedmiu na tylnej. Szczęki mają krawędzie zewnętrzno-boczne wklęśnięte, zwłaszcza u samców. O połowę krótsza od szczęk warga dolna ma wykrojony szczyt i wcisk na spodzie. Sternum jest owalne ze ściętym przodem i wchodzącym między biodra ostatniej pary tyłem, z wyjątkiem środka długo owłosione. Odnóża są długie, grube, owłosione, o pazurkach zaopatrzonych w od pięciu do siedmiu ząbków. Kolejność par odnóży od najdłuższej do najkrótszej to I, IV, II, III lub I, II, IV, III. Gęste, wąskie i krótkie skopule występują na spodzie stóp i nadstopii, a u samic także na przednio-bocznych stronach nadstopii pierwszej i drugiej pary. Trichobotria tworzą jeden szereg na nadstopiach i dwa na stopach. Pod pazurkami znajdują się po cztery szeregi liczące od 8 do 10 włosków szpatułkowatych.
Opistosoma (odwłok) jest podłużna, owalna w zarysie. Obie płci wyróżniają się na tle podrodziny przetchlinką umieszczoną tuż przed bruzdą epigastryczną. Stożeczek ma od 20 do 25 włosków w dwóch kępkach.
Nogogłaszczki samca cechują się rzepką z krawędziami obecnego na tylno-bocznej powierzchni wykrojenia przedłużonymi w apofizy, owalnym i pozbawionym wyrostków cymbium, trzema lub czterema półpierścieniami na subtegulum, zesklerotyzowaną, tylno-bocznie umieszczoną apofyzą medialną o szerokiej nasadzie i zwężonym lub ściętym szczycie oraz osadzonym na tegulum przednio-bocznie, długim, nitkowatym, pozbawionym wyrostka embolusem. Z wyjątkiem J. pachecoi środkowy skleryt tegularny jest wąski, pociągły i umieszczony między apofyzą medialną a embolusem. Budowa płytki płciowej samicy jest zmienna. Zwykle ma ona przednio lub pośrodkowo położony przedsionek odgraniczony krzywizną krawędzi bocznych.

## Rozprzestrzenienie
Rodzaj neotropikalny, południowoamerykański. 11 gatunków występuje w Brazylii, w tym 7 znanych jest wyłącznie z tego kraju. Poza nią przedstawiciele rodzaju podawani są z Surinamu, Wenezueli, Kolumbii, Peru, Boliwii, Paragwaju i Argentyny.

## Taksonomia
Takson ten wprowadzony został w 1997 roku przez Antônia D. Brescovita na łamach „Revista Brasileira de Zoologia”. Autor zaliczył doń wówczas sześć gatunków, typowym z nich wyznaczając Osoriella osoriana. W 1999 roku Brescovit opublikował rewizję rodzaju, opisując sześć kolejnych gatunków.
Do rodzaju zalicza się 12 opisanych gatunków:
- Jessica campesina (Bauab, 1979)
- Jessica eden Brescovit, 1999
- Jessica erythrostoma (Mello-Leitão, 1939)
- Jessica fidelis (Mello-Leitão, 1922)
- Jessica glabra (Keyserling, 1891)
- Jessica itatiaia Brescovit, 1999
- Jessica osoriana (Mello-Leitão, 1922)
- Jessica pachecoi Brescovit, 1999
- Jessica puava Brescovit, 1999
- Jessica rafaeli Brescovit, 1999
- Jessica renneri Brescovit, 1999
- Jessica sergipana Brescovit, 1999